# Skowhegan, Maine
Skowhegan, Maine (енгл. Skowhegan) насељено је место без административног статуса у америчкој савезној држави Мејн.

## Демографија
По попису из 2010. године број становника је 6.297, што је 399 (-6,0%) становника мање него 2000. године.
| Група             | 2000.         | 2010.         |
| Белци             | 6.503 (97,1%) | 6.070 (96,4%) |
| Афроамериканци    | 16 (0,2%)     | 27 (0,4%)     |
| Азијати           | 35 (0,5%)     | 44 (0,7%)     |
| Хиспаноамериканци | 47 (0,7%)     | 28 (0,4%)     |
| Укупно            | 6.696         | 6.297         |